# Okres Vásárosnamény
Okres Vásárosnamény (maďarsky Vásárosnaményi járás) je jedním ze třinácti okresů maďarské župy Szabolcs-Szatmár-Bereg. Jeho centrem je město Vásárosnamény.

## Geografie
Okres se rozkládá na východě Maďarska. Od jihu k severu jím protéká řeka Tisa, do níž se zleva vlévají řeka Szamos a říčka Kraszna. Nadmořská výška je zhruba 103 - 130 m. Na východě hraničí s Ukrajinou. Rozloha okresu je 617,94 km².

## Doprava
Okresem prochází z vnitrozemí na Ukrajinskou hranici hlavní silnice č.41. Rovněž tak se ve stejném směru staví dálnice M3. Za zmínku také stojí železnice.

## Sídla a lidé
Okres je tvořen 28 obcemi, z nichž dvě jsou města (Vásárosnamény a Nyírmada) a jedna obec je městysem. Údaje v tabulce jsou z roku 2015.
|    | Jméno          | Typ obce     | Obyvatel | Rozloha km2 |
| -- | -------------- | ------------ | -------- | ----------- |
| 1  | Vásárosnamény  | okres. město | 8 693    | 65,66       |
| 2  | Nyírmada       | město        | 4 890    | 38,81       |
| 3  | Tarpa          | městys       | 2 322    | 49,73       |
| 4  | Aranyosapáti   | vesnice      | 2 047    | 21,09       |
| 5  | Barabás        | vesnice      | 916      | 38,20       |
| 6  | Beregdaróc     | vesnice      | 950      | 23,82       |
| 7  | Beregsurány    | vesnice      | 814      | 16,01       |
| 8  | Csaroda        | vesnice      | 578      | 24,68       |
| 9  | Gelénes        | vesnice      | 574      | 20,56       |
| 10 | Gemzse         | vesnice      | 930      | 13,56       |
| 11 | Gulács         | vesnice      | 899      | 23,33       |
| 12 | Gyüre          | vesnice      | 1244     | 15,87       |
| 13 | Hetefejércse   | vesnice      | 295      | 15,45       |
| 14 | Ilk            | vesnice      | 1230     | 14,55       |
| 15 | Jánd           | vesnice      | 778      | 16,53       |
| 16 | Kisvarsány     | vesnice      | 1 030    | 12,84       |
| 17 | Lónya          | vesnice      | 912      | 35,44       |
| 18 | Márokpapi      | vesnice      | 523      | 21,18       |
| 19 | Mátyus         | vesnice      | 266      | 11,02       |
| 20 | Nagyvarsány    | vesnice      | 1 454    | 12,54       |
| 21 | Olcsva         | vesnice      | 695      | 9,96        |
| 22 | Pusztadobos    | vesnice      | 1535     | 16,69       |
| 23 | Tákos          | vesnice      | 354      | 10,82       |
| 24 | Tiszaadony     | vesnice      | 655      | 15,63       |
| 25 | Tiszakerecseny | vesnice      | 990      | 23,86       |
| 26 | Tiszaszalka    | vesnice      | 870      | 14,96       |
| 27 | Tiszavid       | vesnice      | 550      | 10,76       |
| 28 | Vámosatya      | vesnice      | 556      | 24,13       |

Obyvatelé se zabývají především zemědělstvím (ovoce, brambory, kukuřice) a živočišnou výrobou. Za zmínku stojí velká nezaměstnanost.